# Andreas Rudigier

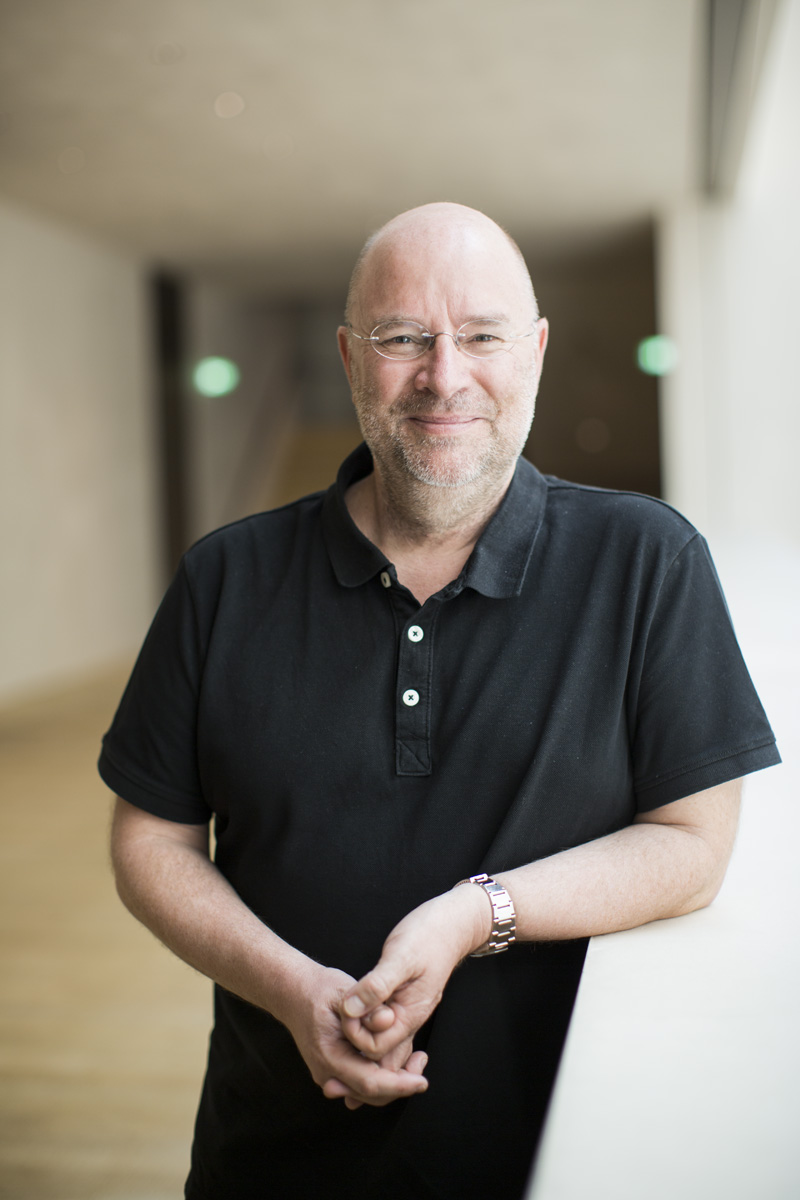
Andreas Rudigier (2016)

Andreas Rudigier (* 1965 in Bludenz) ist ein österreichischer Kunsthistoriker und Museumsleiter.

## Werdegang
Andreas Rudigier wurde 1965 in Bludenz geboren und ist in Gaschurn im Montafon (Vorarlberg) aufgewachsen. Von 1975 bis 1983 besuchte er das Bundes(real)gymnasium Bludenz. Ab 1983 folgten das Studium der Kunstgeschichte (Promotion 1997 mit einer Arbeit über den Tiroler Barockbildhauer Johann Ladner, 1998 ausgezeichnet mit der dem Kunsthistoriker Erich Egg gewidmeten Fördergabe des Johann Wolfgang Goethe-Instituts in Basel, veröffentlicht in der Reihe der Schlern-Schriften, 308/1999) und jenes der Rechtswissenschaften (abgeschlossen 1994, Diplomarbeit zur Denkmalpflege im Bundesstaat) in Innsbruck.
Seit 1991 war Rudigier als freischaffender Kunsthistoriker tätig (mit Projekten u. a. für das Land Vorarlberg und die Österreichische Akademie der Wissenschaften sowie Durchführung zahlreicher Kulturvermittlungstätigkeiten). Von 1998 bis 2000 war er Mitarbeiter beim Bundesdenkmalamt, Landeskonservatorat für Salzburg.

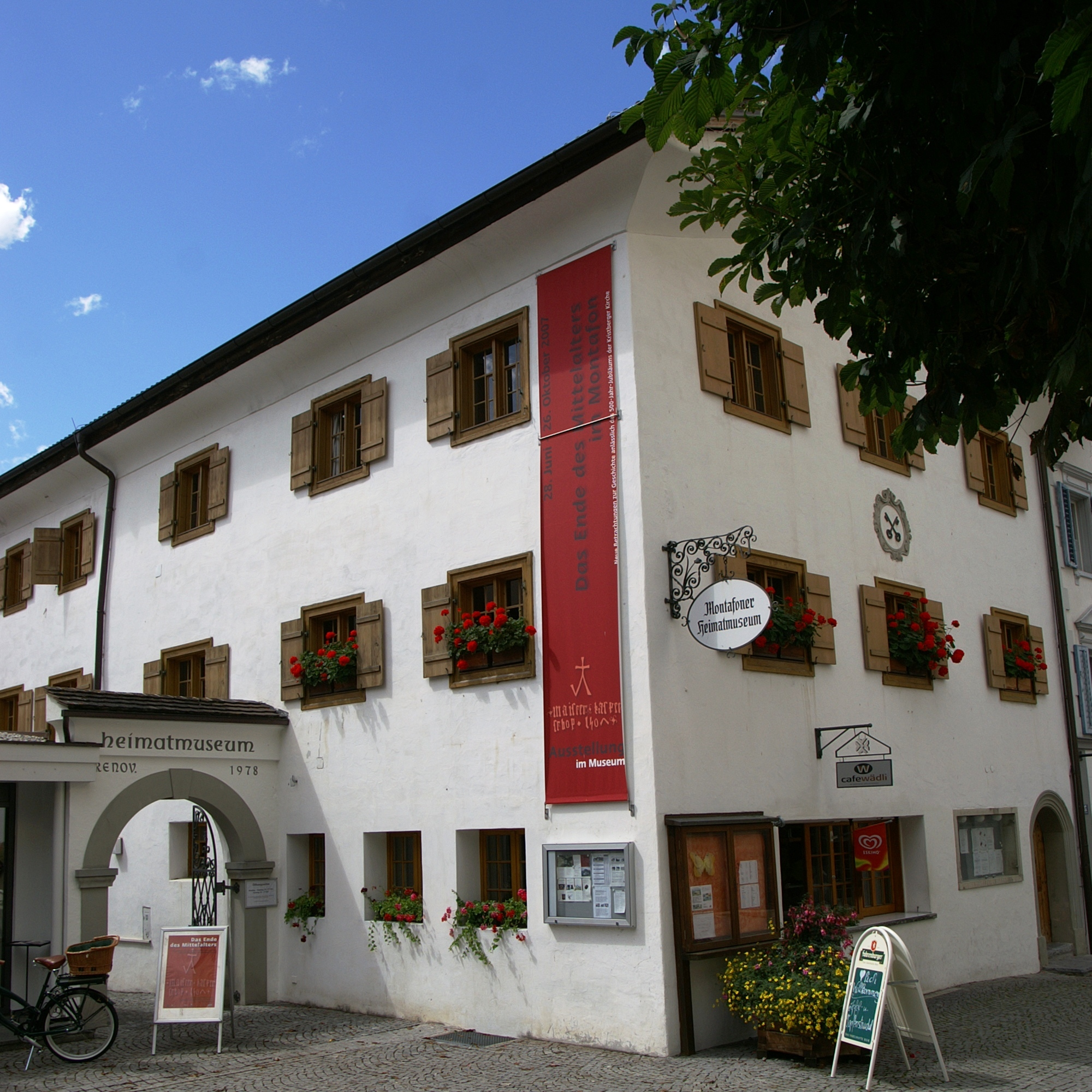
Montafoner Heimatmuseum Schruns (2007)

In den Jahren von 2000 bis 2011 leitete Rudigier die Montafoner Museen und organisierte darüber hinaus zahlreiche kulturgeschichtliche und wissenschaftliche Projekte (Maisäßinventar Montafon, archäologische Untersuchungen an mittelalterlichen Ruinen, Themenwege, Zeitzeugeninterviews, Herausgabe der mehrbändigen Montafoner Geschichte …). 2002 erfolgte die Eröffnung des neuen Montafon Archivs im Montafoner Heimatmuseum in Schruns; 2009 wurde das Frühmesserhaus in Bartholomäberg als neues Museum eröffnet (Konzept des „wachsenden Museums“); 2007–2010 entstand das ehrgeizige Projekt „MuseumNeu“ (mit der Idee das Montafoner Heimatmuseum zu erweitern und teilweise neu zu gestalten, der Siegerentwurf stammte von Marte.Marte Architekten aus Vorarlberg). Das Projekt wurde nach langer (auch öffentlicher) Diskussion in einer Volksbefragung 2011 von der Schrunser Bevölkerung abgelehnt.
2004 bis 2009 sowie 2011 bis 2014 war Rudigier Mitglied im Kulturbeirat des Landes Vorarlbergs, von 2014 bis 2020 war er Mitglied in der landeskundlichen Kommission des Landes Vorarlbergs; 2007 erhielt er die Fördergabe des Landes Vorarlberg in der Sparte Kunst. 2009 bis 2011 war Rudigier Mitglied im Wissenschaftlichen Beirat des Vorarlberger Landesmuseums (vorarlberg museum). 2010 bis 2013 bekleidete er das Amt des Präsidenten des Vorarlberger Landesmuseumsverein.

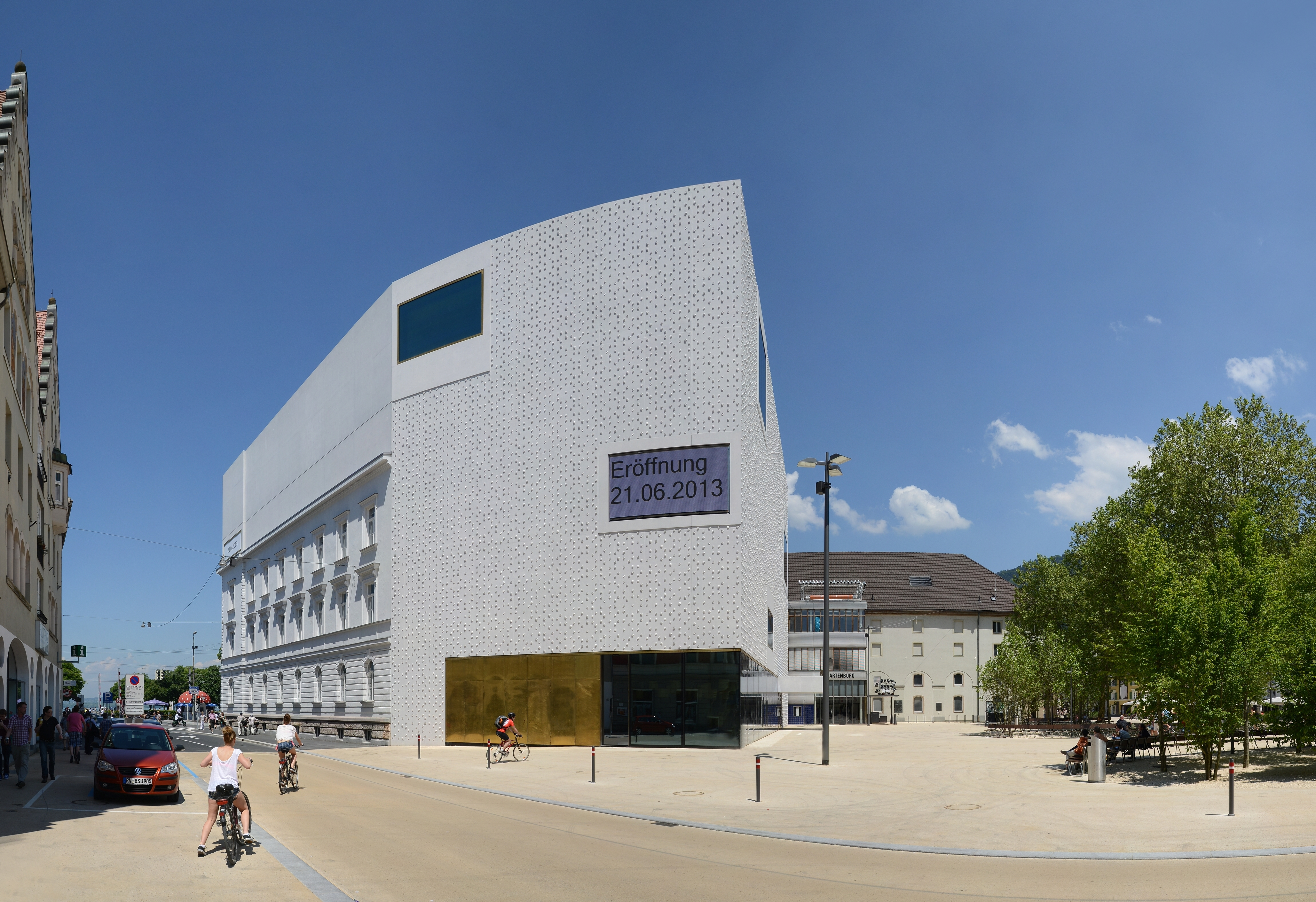
vorarlberg museum in Bregenz (2013)

Von April 2011 bis November 2023 war Rudigier Direktor des vorarlberg museum in Bregenz und verantwortlich für den Neubau und vor allem die Neugestaltung des Museumskonzepts (Eröffnung im Juni 2013, das Nachrichtenmagazin Profil zeichnete die Eröffnungsausstellungen mit dem Titel "Ausstellungen des Jahres in Österreich" aus, 2015 ausgezeichnet mit einer speziellen Empfehlung bei der Verleihung des Europäischen Museum des Jahres in Glasgow, 2016 ausgezeichnet mit dem Österreichischen Museumspreis). Das Konzept baut unter anderem auf folgenden Eckpfeilern auf: mehr Haltung und weniger Leitbild („Landesmuseum“ lautet der Auftrag), Museum als dynamische und nicht statische Institution, Geschichte und Gegenwart, Objekt und Mensch, offener Zugang (dekonstruierender Zugang: nicht die Geschichte, sondern viele Geschichten sollen erzählt werden, Museen sind für Einheimische und Vielheimische gleichermaßen zu denken), Respekt vor der Geschichte der Institution „Landesmuseum“ und zugleich Wahrnehmung des Museums als Begegnungs- und Verhandlungsort, Dialog mit der Gesellschaft, Kooperationen (auch als Mittel der Kompetenzgewinnung, Verankerung im Land, Multiplikatoreneffekt im Sinne des Marketings, Finanzierungsvorteil), kulturlandschaftliches Denken („Sichten“ als Format der Landesbetrachtung), Grenzen in jeder Hinsicht überwinden und interdisziplinäre Vorgehensweise (Projektformat „Freiraum“ als letztes Beispiel der Weiterentwicklung des Landesmuseums).
Seit November 2011 ist Rudigier im Beirat des Vorstandes des Österreichischen Museumsbundes. 2015 bis 2018 war er Präsident der Euregio MuSeeum Bodensee. Außerdem war Rudigier immer wieder Mitglied in sogenannten Findungskommissionen (u. a. zur Architektur des neuen Wien Museum, zur Bestellung einer Gründungsdirektorin des Hauses der Geschichte Österreich) und von 2019 bis 2021 Mitglied des Kulturbeirats im Bundesministerium für Kunst, Kultur, öffentlicher Dienst und Sport.
Rudigier verfasste zahlreiche Publikationen zur Kunst- und Kulturgeschichte sowie Volkskunde und museologischen Themen mit geografischem Schwerpunkt Vorarlberg und angrenzende Gebiete.
Seit 1. Dezember 2023 ist Andreas Rudigier Geschäftsführer der Tiroler Landesmuseen BetriebsGesmbH. Dazu zählen das 1823 gegründete Tiroler Landesmuseum Ferdinandeum mit einer der größten Museumssammlungen Österreichs, das Tiroler Volkskunstmuseum mit Hofkirche, das Zeughaus, das Tirol Panorama (inklusive dem Kaiserjägermuseum) sowie das Sammlungs- und Forschungszentrum in Hall. Zu den zentralen Aufgaben der Geschäftsführung zählen der Um- und Neubau des Ferdinandeums nach Plänen von Marte.Marte.Architekten mit der Planung und Umsetzung der neuen Ausstellungen, die strukturelle Modernisierung des inzwischen 150 Mitarbeiter umfassenden Betriebs, die Profilierung und Weiterentwicklung der weiteren Landesmuseen sowie die Prüfung der Integration weiterer Kulturbetriebe in die Tiroler Landesmuseen.

## Publikationen
- Navigating the Worlds of History. Studies in Honor of Robert Rollinger on the Occasion of his 60th birthday. 3 Bände. Wiesbaden 2024 (hg. mit Kai Ruffing, Brigitte Truschnegg, Julian Degen, Sebastian Fink und Kordula Schnegg).
- Sichten 3. vorarlberg museum 2019–2023. Sammlung. Corona. Kooperationen. Nachhaltigkeit. Bregenz 2024 (hg. mit Theresia Anwander).
- Unsichtbare Wellen. 100 Jahre Rundfunk. Innsbruck 2024 (hg. mit Claudia Sporer-Heis).
- Ahnentafeln auf Reisen. Gernot Riedmann. Wien-Bregenz 2024 (hg. mit Kathrin Dünser).
- Besuch der Hausgeister. Sammlungsbestände des vorarlberg museums zu Gast bei Metzler naturhautnah. Wien-Bregenz 2024 (hg. mit Denizhan Fiel, Wolfgang Fiel und Ingo Metzler).
- Werkbuch. Österreichischer Grafikwettbewerb 1–38 (1952–2023). Innsbruck-Wien 2023 (hg. mit Ralf Bormann).
- Herbert Meusburger. Bildhauer. Salzburg-Wien-Bregenz 2023 (hg. mit Karlheinz Pichler).
- Jahrbücher des Vorarlberger Landesmuseumsvereins. Bregenz 2011–2023 (hg. mit Brigitte Truschnegg, seit 2019 auch mit Simone Berchtold-Schiestel, Ingrid Böhler, Norbert Schnetzer und Ruth Swoboda, 2020 ersetzt durch Georg J. Friebe).
- Religion in den Bergen. Sakrale Orte, Heiligtümer, Performanz, Mythos und Alltagsleben. Wien 2023 (hg. mit Michael Kasper, Robert Rollinger und Josef Wiesehöfer).
- Museumsmagazin des Vorarlberger Landesmuseumsvereins und des vorarlberg museums. Ausgaben 1–36. Bregenz 2011–2023.
- Wir sind Tirol! Vorarlberger Objekte in den Sammlungen der Tiroler Landesmuseen. Innsbruck-Bregenz 2023 (hg. mit Karl C. Berger, Anna Bertle und Roland Sila).
- Künstler im Gespräch. 16 Bände zu Marbod Fritsch, Tone Fink, Mariella Scherling-Elia, Stoph Sauter, Egon Goldner, Ines Agostinelli, Uta Belina Waeger, Herbert Albrecht, Hannes Ludescher, Herbert Meusburger, Grid Marrisonie, Christoph Lissy, Nino Malfatti, Heinz Greissing, Stefan Sagmeister und Paul Renner. Hohenems-Bregenz 2015–2023.
- vorarlberg. ein making-of in 50 Szenen. Objekte – Geschichte – Ausstellungspraxis. Bielefeld-Bregenz 2022 (hg. mit Markus Barnay).
- Mythos Handwerk. Zwischen Ideal und Alltag. Wien 2022 (hg. mit Matthias Wagner K, Grit Weber, Thomas A. Geisler, Kerstin Stöver, Ute Thomas und Theresia Anwander).
- Auf eigene Gefahr. Vom riskanten Wunsch nach Sicherheit. Wien-Bregenz 2021 (hg. mit Peter Melichar).
- 2000 m über dem Meer. Vorarlberg, Silvretta und die Kunst. Salzburg-Bregenz 2021 (hg. mit Kathrin Dünser).
- Top 100. Sehen wer wir sind. 100 Objekte aus der Sammlung des vorarlberg museums. Bregenz 2021.
- 19 Krippen aus Vorarlberg. Eine neue Sammlung für das Landesmuseum. Innsbruck-Bregenz 2021 (verfasst mit Theresia Anwander und Magdalena Venier).
- "Das ist nicht die Aufgabe eines Museums!" Gedanken zur Museumsarbeit zwischen müssen, wollen und können am Beispiel des vorarlberg museums, in: ÖGL – Österreich. Geschichte. Literatur. Geographie 64 (3/2020), S. 230–244.
- Wirtschaften in den Bergen. Von Bergleuten, Hirten, Bauern, Künstlern, Händlern und Unternehmern. Wien 2020 (hg. mit Michael Kasper, Robert Rollinger und Kai Ruffing).
- Umweltmanagement und Nachhaltigkeit am Beispiel des vorarlberg museums, in: Neues Museum 3 (2020), S. 64–69 (verfasst mit Markus Unterkircher).
- Die Vierzehn Nothelfer. Das himmlische Versicherungspaket. Innsbruck 2020 (verfasst mit Markus Hofer).
- sichten II. vorarlberg museum Juli 2016–Juni 2019. Bregenz 2020 (Dreijahresbericht des vorarlberg museums, hg. mit Bruno Winkler).
- Müßiggänger. Norbert Bertolini, ein Amateurfotograf zwischen den Kriegen. Salzburg-Bregenz 2020 (hg. mit Kathrin Dünser und Norbert Schnetzer).
- verstehen wer wir sind – das vorarlberg museum als offener ort der partizipation und der abgeschafften themen (im Gespräch mit Timo Heimerdinger), in: Österreichische Zeitschrift für Volkskunde LXXIII/122 (1/2019), S. 81–91.
- Wider den Geschichtenstau – Museumsarbeit jenseits der auratischen Wirkung der Objekte, in: Neues Museum 3 (2019), S. 26–33 (verfasst mit Theresia Anwander und Fatih Özcelik).
- Erinnerungen. Hans Trippolt (1919–2012). Bregenz 2019 (hg. mit Johann Trippolt).
- Das Montafon in Geschichte und Gegenwart. 4 Bände (Band 3 und 4 hg. mit Michael Kasper). Schruns 2005–2018.
- Sterben in den Bergen. Realität – Inszenierung – Verarbeitung. Wien 2018 (hg. mit Michael Kasper und Robert Rollinger).
- Zwischen Aberglaube und Urvorarlbergertum. Ein Museum möchte Haltung zeigen, in: Neues Museum 3 (2018), S. 46–50 (verfasst mit Fatih Özcelik).
- Wacker im Krieg. Erfahrungen eines Künstlers. Bregenz-Salzburg 2018 (hg. mit Jürgen Thaler).
- Allgemeines Künstlerlexikon. Die bildenden Künstler aller Zeiten und aller Völker (K.G. Saur Verlag/München-Leipzig 1992–2010, Verlag Walter de Gruyter/Berlin 2010–2018). Mehrere Einträge (Alexander Colin, Giovanni Antonio Daria, Mariella Scherling-Elia).
- Richard Bösch. Maler. Bregenz-Salzburg 2017 (hg. mit Ute Pfanner).
- Herbert Albrecht – Stein und Bronze. Wien-Bregenz 2017 (hg. mit Sabine Haag).
- Entdeckungen der Landschaft. Raum und Kultur in Geschichte und Gegenwart. Wien-Köln-Weimar 2017 (hg. mit Michael Kasper, Martin Korenjak und Robert Rollinger).
- Der Kristberger Flügelaltar. Bregenz 2017 (hg. mit Michael Kasper).
- Wanderungen. Migration in Vorarlberg, Liechtenstein und in der Ostschweiz zwischen 1700 und 2000. Wien-Köln-Weimar 2016 (hg. mit Peter Melichar und Gerhard Wanner).
- sichten. vorarlberg museum 2013–2016. Bregenz 2016 (Dreijahresbericht des vorarlberg museums, hg. mit Bruno Winkler).
- Geschichte anders erzählen. Grundhaltungen im Umgang mit dem vorarlberg museum, in: Astrid Pellengahr (Hrsg.): Der Spiegel der Stadtkultur. Stadtmuseen vor neuen Herausforderungen. München 2016, S. 34–40.
- Das „alte“ Vorarlberger Landesmuseum war besser … Gedanken des Direktors zum vorarlberg museum, in: Kultur. Zeitschrift für Kultur und Gesellschaft 31 (4/2016), S. 52–56.
- Heimat steht Kopf. Den Topos Heimatmuseum neu denken – und dabei gelassen scheitern, in: Neues Museum 4 (2016), S. 22–25 (verfasst mit Bruno Winkler).
- Alltag – Albtraum – Abenteuer. Gebirgsüberschreitung und Gipfelsturm in der Geschichte. Wien/Köln/Weimar 2015 (hg. mit Michael Kasper, Martin Korenjak und Robert Rollinger).
- Bludenz. Das 20. Jahrhundert. Bludenz 2015 (hg. mit Norbert Schnetzer).
- Archäologie in Vorarlberg. Lindenberg-Bregenz 2015 (hg. mit Gerhard Grabher).
- Museum und Gegenwart. Verhandlungsorte und Aktionsfelder für soziale Verantwortung und gesellschaftlichen Wandel. Bielefeld 2015 (hg. mit Robert Gander und Bruno Winkler).
- 6 Heimat-Szenen aus dem Museum, in: Toni Mauersberg. Das bleibt. Mein Hof, mein Heim, mein Horizont (hg. von Robert Gander und Monika Sommer). Alpbach 2015, unpag.
- Die Ausstellungen des neu eröffneten vorarlberg museums in Bregenz. Andreas Rudigier im Gespräch mit Bettina Habsburg-Lothringen, in: Neues Museum 1 (2014), S. 70–75.
- Bürs. Die Geschichte eines Dorfes. 2 Bände. Bürs 2013 (hg. mit Brigitte Truschnegg).
- buchstäblich vorarlberg. Bregenz-Hohenems 2013 (hg. mit Gerhard Grabher).
- „Ein lebendiges Museum ist eine permanente Baustelle.“ Das neue vorarlberg museum versteht sich als ein Fenster in die Regionen (im Gespräch mit Werner Bundschuh), in: Kultur. Zeitschrift für Kultur und Gesellschaft 28 (4/2013), S. 26–30.
- Damüls. Beiträge zur Geschichte und Gegenwart. Damüls 2013 (hg. mit Michael Kasper).
- Montafon Lesebuch. Außen- und Innenansichten eines außergewöhnlichen Tals. Dornbirn 2012 (hg. mit Michael Kasper).
- Die ViaValtellina. Montafon Schruns 2012 (hg. mit Friedrich Juen und Michael Kasper).
- „Von schroffen Bergen eingeschlossen“. Das Lechquellengebirge und seine Erschließung. Wald am Arlberg 2012 (hg. mit Christof Thöny).
- Museum und Kulturlandschaft: eine Beziehung mit Zukunft?, in: zoll+ Österreichische Schriftenreihe für Landschaft und Freiraum 22 (21/2012), S. 4–8.
- Jahresbericht 2011 – vorarlberg museum. Bregenz 2011.
- Auf der Suche nach dem Konzept. Andreas Rudigier über das neue vorarlberg museum (im Gespräch mit Markus Barnay), in: Kultur. Zeitschrift für Kultur und Gesellschaft 26 (4/2011), S. 10–12.
- Jahresberichte der Montafoner Museen, des Heimatschutzvereins Montafon und des Montafon Archivs. Schruns 2000–2011.
- Jahre der Heimsuchung. Historische Erzählbilder von Zerstörung und Not im Montafon. Schruns 2010 (hg. mit Edith Hessenberger, Michael Kasper und Bruno Winkler).
- Philipp Schönborn. Montafon. Hohenems 2010 (hg. mit Annette Philp).
- Zeit des Umbruchs. Westösterreich, Liechtenstein und die Ostschweiz im Jahr 1809. O.O. 2010 (hg. mit Hannes Liener und Christof Thöny).
- Mensch und Berg im Montafon. Eine faszinierende Reise zwischen Lust und Last. Schruns 2009 (hg. mit Edith Hessenberger, Peter Strasser und Bruno Winkler).
- Montafon. Ein kleiner kulturgeschichtlicher Führer. Schruns 2009.
- Schwarzach/Vorarlberg. Sankt Sebastian. Regensburg 2008 (=Schnell&Steiner kleine Kunstführer 2539).
- Heimat Montafon. Eine Annäherung. Schruns 2007.
- Eine kleine Kulturgeschichte des Montafonertisches, in: Jahresbericht der Montafoner Museen, des Montafon Archivs und des Heimatschutzvereins Montafon 2005, S. 121–133.
- St. Martin in Ludesch. Beiträge zur Kunst- und Restaurierungsgeschichte des sakralen Kleinods im Walgau. Ludesch 2005.
- Vorarlberg Chronik. Hg. vom Land Vorarlberg. 3 Auflagen. Bregenz 1997–2005. Mehrere Beiträge (u. a. zu Giacomo Francesco Cipper, Wolf Huber, Angelika Kauffmann, Erasmus Kern und den Vorarlberger Barockbaumeistern).
- Maklott-Jehly-Schmid. Das Montafon im Blickfeld kunsthistorischer Betrachtungen des 19. Jahrhunderts. Schruns 2004 (verfasst mit Roswitha Zwetti).
- 80 Jahre Stadtmuseum Bludenz. Beiträge zur Geschichte, Gegenwart und Zukunft einer beinahe vergessenen Institution. Bludenz 2003 (hg. mit Peter Bußjäger).
- Villa Falkenhorst. Thüringen 2002.
- Die Montafoner Museen und der Heimatschutzverein im Tale Montafon. Ein Beitrag zur Geschichte und Gegenwart der fast einhundertjährigen Einrichtungen, in: Land-Berichte. Halbjahresschrift über ländliche Regionen. Hg. von Gerd Vonderach. Nr. 9, Jg. 5, Heft 2 (2002), S. 61–76.
- Das spätromanische Vortragekreuz von Bartholomäberg. Schruns 2002 (hg. mit Beatrice Zamora).
- „Wer einen Turm bauen will, soll erst sehen, ob er die Mittel dazu hat“. Anmerkungen zur Restaurierungsgeschichte der Wallfahrtskirche Maria Kirchental, in: Salzburger Volkskultur 25 (April 2001), S. 51–58.
- Der Wandbilderzyklus aus der Michaelskapelle in Piesendorf – Ein Beitrag zur Salzburger Wandmalerei des frühen 15. Jahrhunderts, in: Ronald Gobiet (Hrsg.): Die Spätgotische Wandmalerei der Michaelskapelle in Piesendorf. Zur Erhaltung und Erforschung mittelalterlicher Wandmalerei im Ostalpenraum. Salzburg 2000 (= Salzburger Beiträge zur Kunst und Denkmalpflege 1), S. 67–89.
- Kunsthistorische Betrachtungen zur Pfarrkirche von Nüziders, in: Armin Spalt (Hrsg.): Geschichte der Pfarre Nüziders. Bludenz 2000, S. 277–303.
- Johann Ladner (1707–1779). Ein spätbarocker Bildhauer aus dem Paznaun. Innsbruck-Wien 1999 (= Schlern-Schriften 308).
- Die spätgotischen Tafeln des Meisters von Großgmain aus der Sicht des Denkmalamtes. Ein Beitrag zu ihrer bewegten Geschichte im 20. Jahrhundert, in: 500 Jahre Meister von Großgmain. 1499–1999. Publikation zur Sonderschau in der Pfarr- und Wallfahrtskirche Großgmain. Hg. vom Salzburger Museumsverein, vom Referat Salzburger Volkskultur und von der Pfarre Großgmain. Großgmain 1999, S. 83–87.
- mit Elmar Schallert: 111 Heilige in Vorarlberg. Rheticus-Gesellschaft, Feldkirch 1998, ISBN 978-3-900866-61-7.
- Der Bludenzer Maler Jakob Jehly (1854–1897). Bludenz 1997.
- St. Michael in Gaschurn. Beiträge zur Kirchen- und Kunstgeschichte. Bludenz 1997 (hg. mit Manfred Tschaikner).
- Montafon. Beiträge zur Geschichte und Gegenwart. Festschrift anlässlich des 75. Geburtstags von Eleonore Schönborn. Bludenz 1995 (hg. mit Peter Strasser).
- Die sakrale Plastik in der Kummenbergregion vom 14. bis zum 18. Jahrhundert, in: Kummenberg 3 (1994), S. 7–64.
- Holzritzzeichnungen aus Brand in Vorarlberg, in: Mitteilungen der ANISA. Verein für die Erforschung und Erhaltung der Altertümer, im speziellen der Felsbilder in den österreichischen Alpen. Studien und Dokumentationen 15 (1994), S. 190–201.
- Lukas Tschofen und Gaschurn. Bludenz 1993 (verfasst mit Manfred Tschaikner).
- Bertle. Eine Künstlerfamilie aus dem Montafon. Feldkirch 1992 (hg. mit Philipp Schönborn und Peter Strasser).